# Nokia 5
Nokia 5 — смартфон среднего ценового сегмента, работающий под управлением операционной системы Android 9 Pie.
Телефон построен на платформе SoC Qualcomm Snapdragon 430. Объем оперативной памяти составляет 2ГБ, имеется модуль NFC.

## Особенности и характеристики
Корпус телефона создаётся путем фрезеровки из цельной заготовки алюминия . Также металлическими являются кнопки и задняя панель. Телефон оснащён 5,2-дюймовым IPS дисплеем яркостью 500 нит, защищенный стеклом Corning® Gorilla® Glass с эффектом 2.5D без воздушной прослойки. Имеется олеофобное покрытие. В качестве операционной системы в глобальной версии аппарата, используется чистый Android 9 Pie без каких-либо дополнительных оболочек, что положительным образом сказывается на быстродействии и общей производительности смартфона в целом. В Nokia 5 установлены две камеры: основная разрешением 13 Мпикс с апертурой F.2.0, фронтальная на 8 Мпикс с автофокусом, лоток на две SIM-карты и отдельный лоток под Micro-SD карту. Адаптивный смарт-усилитель TFA9891 обеспечивает работу мультимедийного динамика. В отличие от старших моделей, Nokia 5 не имеет поддержки вывода стерео - звука посредством динамиков, где в качестве второго громкоговорителя, выступает разговорный динамик. Средняя кнопка является сканером отпечатков пальцев без возможности механического нажатия. По бокам от сканера, расположены сенсорные кнопки навигации с подсветкой.
Nokia 5 производится в пяти различных цветах:
- Матовый чёрный
- Индиго (Тёмно-синий)
- Серебряный
- Медный

## Комплект поставки
В комплект входит:
- Телефон Nokia 5
- Зарядное устройство
- Кабель USB для зарядки и передачи данных
- Проводная гарнитура с микрофоном
- Краткое руководство
- «Ключик» для извлечения лотка SIM-карты

## Операционная система
В Nokia 5 по-умолчанию установлена ОС Android 7.1.1. Смартфон получает ежемесячные обновления безопасности, так как в качестве операционной системы, используется чистый Android. Вопреки заявлениям HMD Global, Nokia 5 не получил Android 8 Oreo до конца 2017 года. Начиная с (судя по дате анонса обновления системы безопасности) 1 января 2018 года поступило обновление до Android 8.0 Oreo, о чем свидетельствуют многочисленные отзывы владельцев аппарата по поводу обновлений системы и усовершенствованию ее функций. В начале 2019 года получил обновление до Android 9 Pie.